# Tanjung Beringin (Muaradua Kisam)
Tanjung Beringin is een bestuurslaag in het regentschap Ogan Komering Ulu Selatan van de provincie Zuid-Sumatra, Indonesië. Tanjung Beringin telt 585 inwoners (volkstelling 2010).